# Roman Babowal

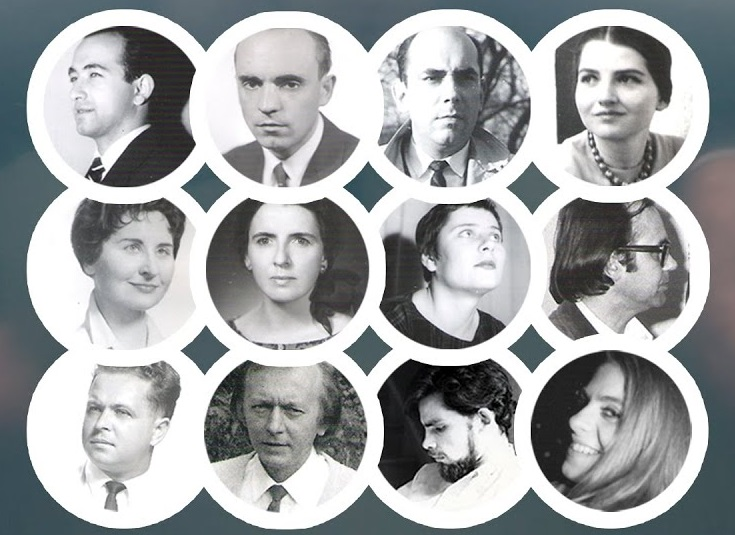
El grupo de poetas de Nueva York, Babowal es tercera fila, segundo desde la izquierda

Roman Babowal (Lieja, 2 de septiembre de 1950 -15 de junio de 2005) fue un poeta y traductor ucraniano y francés de Bélgica. Fue miembro del  El grupo de poetas de Nueva York. Escribió sus obras en ucraniano y francés.